# بنجامین مسینگ
بنجامین مسینگ (انگلیسی: Benjamin Massing; ۲۰ ژوئن ۱۹۶۲ – ۹ دسامبر ۲۰۱۷) بازیکن فوتبال اهل کامرون بود.
وی همچنین در تیم ملی فوتبال کامرون بازی کرده‌است.